# Parahiekeia hebridarum
Parahiekeia hebridarum är en skalbaggsart som beskrevs av Stefan von Breuning 1977. Parahiekeia hebridarum ingår i släktet Parahiekeia och familjen långhorningar.
Artens utbredningsområde är Vanuatu. Inga underarter finns listade i Catalogue of Life.